# Mihri Pektaş

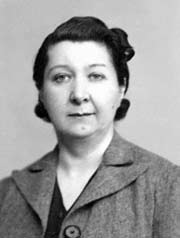
Mihri Pektaş (1939)

Mihri İffet Pektaş (* 1895 in Bursa; † 4. Juli 1979), auch bekannt als Mihri Bektaş, war eine türkische Politikerin. Sie war eine der ersten 18 weiblichen Parlamentsabgeordneten der Türkei und Gründungsmitglied in der UN-Frauenrechts-Kommission.

## Jugend und berufliche Tätigkeit
Mihri İffet wurde im westtürkischen Bursa geboren und wuchs in der Endphase des Osmanischen Reiches auf. Nach ihrem Abschluss am Robert College in Arnavutköy 1916 unterrichtete sie Türkisch an derselben Institution bis 1918. Nach 1920 war sie als Englisch-Lehrerin an verschiedenen Schulen in İstanbul tätig. Nebenberuflich arbeitete sie als Krankenschwester.

## Politische Karriere
Die türkischen Frauen erhielten das Wahlrecht für Kommunalwahlen am 3. April 1930. Vier Jahre später, am 5. Dezember 1934, erreichten sie das uneingeschränkte Wahlrecht, früher als in vielen anderen europäischen Ländern. Mihri Pektaş schloss sich der kemalistischen Republikanischen Volkspartei (CHP) an und wurde bei den Parlamentswahlen am 8. Februar 1935 zur Abgeordneten für die ostanatolische Provinz Malatya gewählt. Sie war damit eine der ersten 18 weiblichen Parlamentarierinnen der Türkei. Sie behielt ihr Mandat auch in den beiden folgenden Parlamentsperioden bis zum 5. August 1946. In der Folge arbeitete Pektaş wieder als Lehrerin. Zwischen 1946 und 1950 war sie Gründungsmitglied der Kommission der Vereinten Nationen zur Rechtsstellung der Frau (UNCSW) und in dieser Funktion auch wesentlich an der Formulierung der UN-Menschenrechts-Charta beteiligt.

## Privatleben
Pektaş war verheiratet mit Hüseyin Pektaş. Dieser war Geschichtslehrer des Robert College und als Dolmetscher der türkischen Delegation bei den Vertragsverhandlungen in Lausanne von 1922 bis 1923 tätig. Mihri Pektaş war Mutter von zwei Kindern. Sie starb am 4. Juli 1979.